# Unione di Centro (Grecia)
L'Unione di Centro (in greco 'Eνωσις Κέντρου, Enosis Kentrou, EK) è stata un partito politico greco.

## Storia
L'Unione di Centro venne fondata nel 1961 da Geōrgios Papandreou, scelto come leader di un polo che riunisse i vecchi partiti di centro (KF ed EPEK), i quali avevano subito nel 1958 il traumatico soprasso da parte dell'EDA. Per questo motivo Papandreou espresse l'intenzione di riportare l'EK tra i primi due partiti del paese, in modo che la contesa del potere tra questa e l'ERE di Karamanlis garantisse la salvaguardia della democrazia. Nonostante fosse un partito essenzialmente centrista, l'EK non mancò di attrarre ed integrare anche militanti sia di sinistra che di destra, cosa che ne ridusse la coesione interna, e favorì l'implosione del partito di fronte alla crisi di popolarità del suo capo, Papandreou.
Sotto la sua guida, l'EK vinse le elezioni del 1963, soprattutto grazie al sostegno dei contadini e della classe medio-bassa, e rimase al governo del paese ellenico fino al 1965, quando la defezione dell'ala destra del partito (la cosiddetta "Apostasia del 1965") determinò la caduta dell'esecutivo. Mentre era al governo l'EK aumentò le pensioni, e si spese notevolmente per favorire l'istruzione pubblica, aumentando gli anni di obbligatorietà dell'istruzione da sei a nove, eliminando le rette delle scuole secondarie e delle università, ed assumendo nuovo personale docente; inoltre s'impose per legge che tutta l'istruzione primaria fosse svolta esclusivamente in greco moderno.
Seguirono due anni di accesi contrasti tra Papandreou e il re Costantino II, durante i quali si succedette una serie di instabili governi sostenuti dagli scissionisti dell'EK e dall'ERE, che portarono al colpo di Stato del 1967 e alla dittatura dei colonnelli. Nel 1974, caduta la giunta militare, il partito si ricostituì con il nome di Unione di Centro - Forze Nuove. Una parte minoritaria confluì invece nel PASOK di Andreas Papandreou, figlio di Georgios. Nel 1976, abbandonato il nazionalismo, confluì nell'Unione del Centro Democratico.

## Ideologia
L'Unione di Centro era un partito liberale di centro che si rifaceva al venizelismo, corrente di pensiero che si ispira alla figura e all'azione politica di Eleutherios Venizelos. All'interno del partito vi era poi una componente di sinistra di ispirazione socialdemocratica e repubblicana, che fu particolarmente attiva nella resistenza alla dittatura militare con personaggi come Alexandros Panagulis.

## Risultati elettorali
| Elezione          | Voti       | %     | Seggi     |
| ----------------- | ---------- | ----- | --------- |
| Parlamentari 1961 | 11 555 442 | 33,66 | 100 / 300 |
| Parlamentari 1963 | 1 962 074  | 42,04 | 138 / 300 |
| Parlamentari 1964 | 2 424 477  | 52,72 | 171 / 300 |